# Margrethe Petersen
Margrethe Petersen var en dansk kvinnorättsaktivist. Hon var ordförande för Dansk Kvindesamfund mellan 1947 och 1948. 